# Griphopithecus darwini
Griphopithecus darwini é uma das três espécies de Griphopithecus.